# Cerapachys larvatus
Cerapachys larvatus är en myrart som först beskrevs av Wheeler 1918.  Cerapachys larvatus ingår i släktet Cerapachys och familjen myror. Inga underarter finns listade i Catalogue of Life.

## Bildgalleri

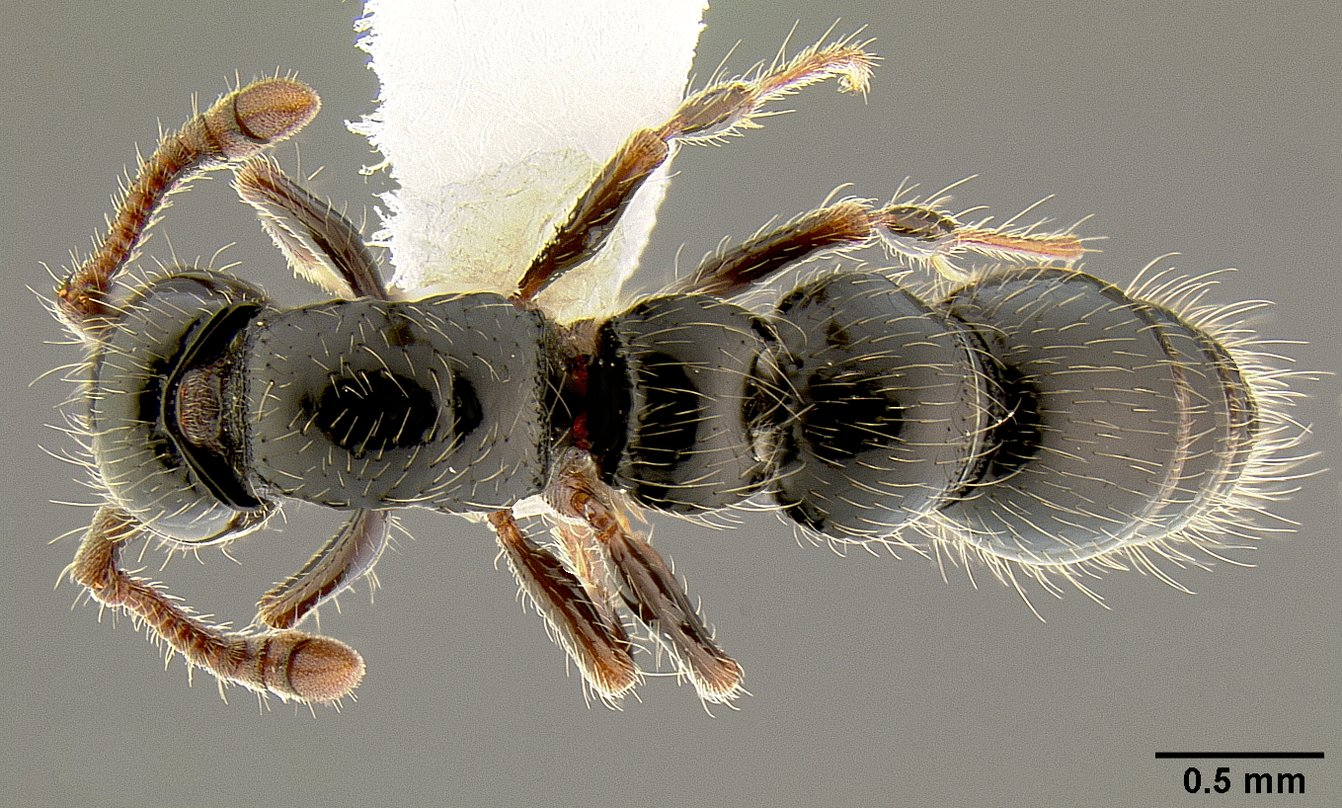
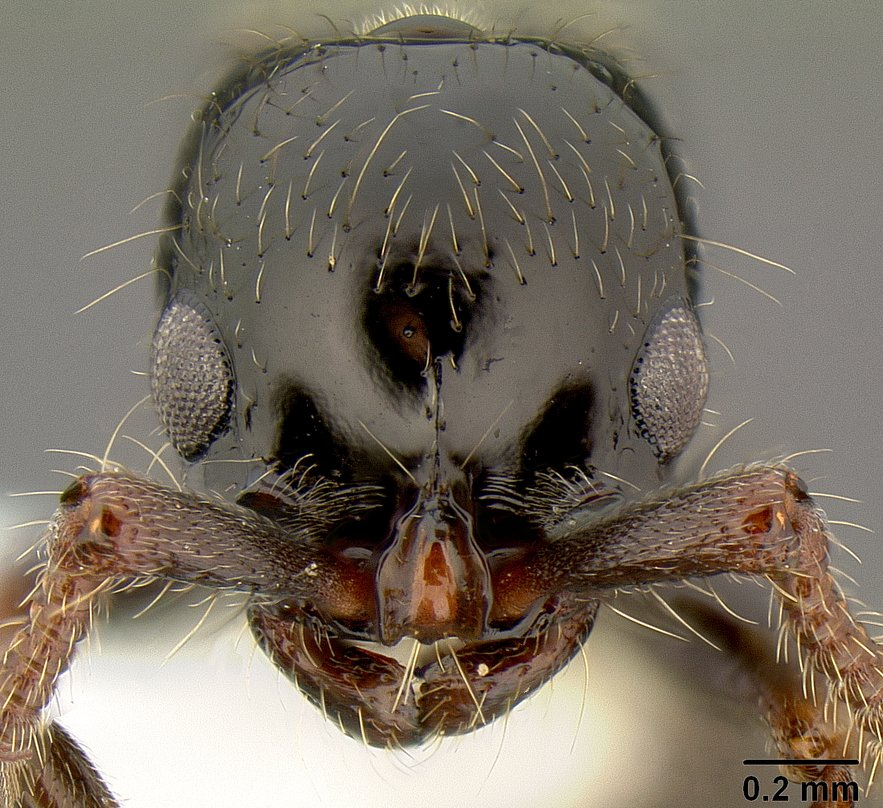
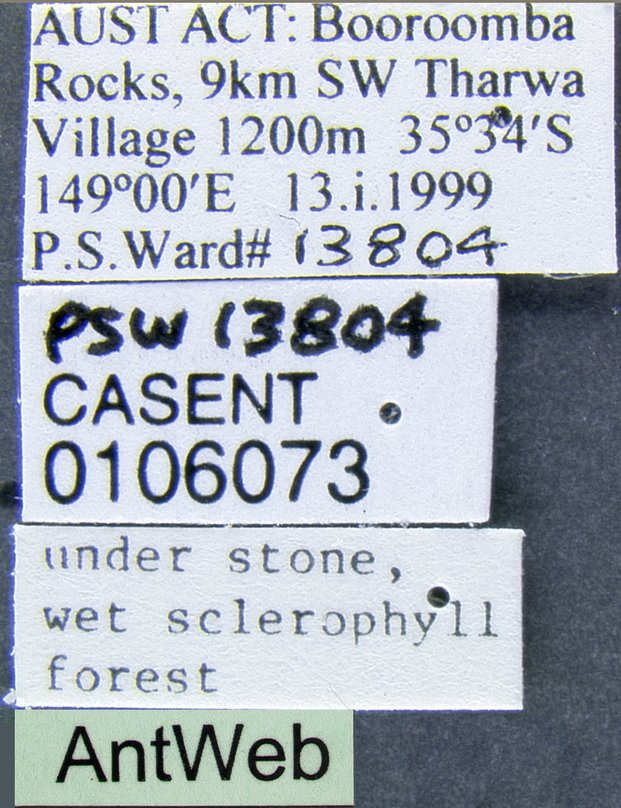
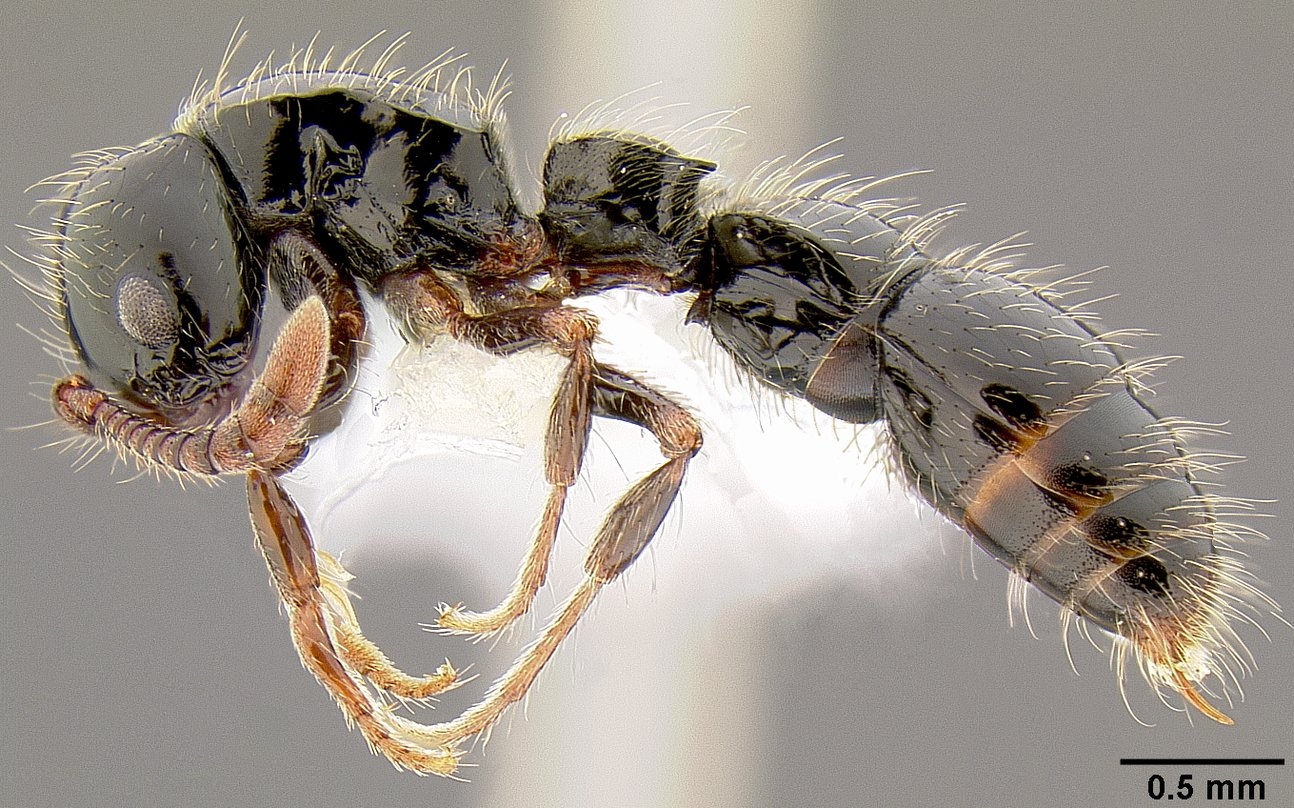